# Rendang
Rendang là một món thịt đỏ vị cay của Indonesia có nguồn gốc từ người Minangkabau của Indonesia. Nó đã lan tỏa khắp Indonesia đến các món ăn của các nước Đông Nam Á láng giềng như Singapore, Malaysia & Philippines. Rendang là một trong những món ăn đặc trưng của văn hóa Minangkabau, nó được phục vụ theo truyền thống vào các dịp lễ và để tôn vinh khách trong các dịp lễ hội như tiệc cưới và Hari Raya (Eid al-Fitr). Rendang cũng được phục vụ theo truyền thống trong cộng đồng người Malay và người Maranao.
Mặc dù các chuyên gia ẩm thực thường mô tả revang như một món cà ri, nhưng món ăn thường không được coi là như vậy ở Indonesia vì nó phong phú hơn và chứa ít chất lỏng hơn bình thường đối với các món cà ri Indonesia. Vào năm 2011, một cuộc thăm dò trực tuyến 35.000 người của CNN International đã chọn Revang là món ăn ngon nhất số 1 trong số 50 món ăn ngon nhất thế giới của họ. Năm 2018, Rendang được chính thức công nhận là một trong năm món ăn quốc gia của Indonesia.

## Lịch sử

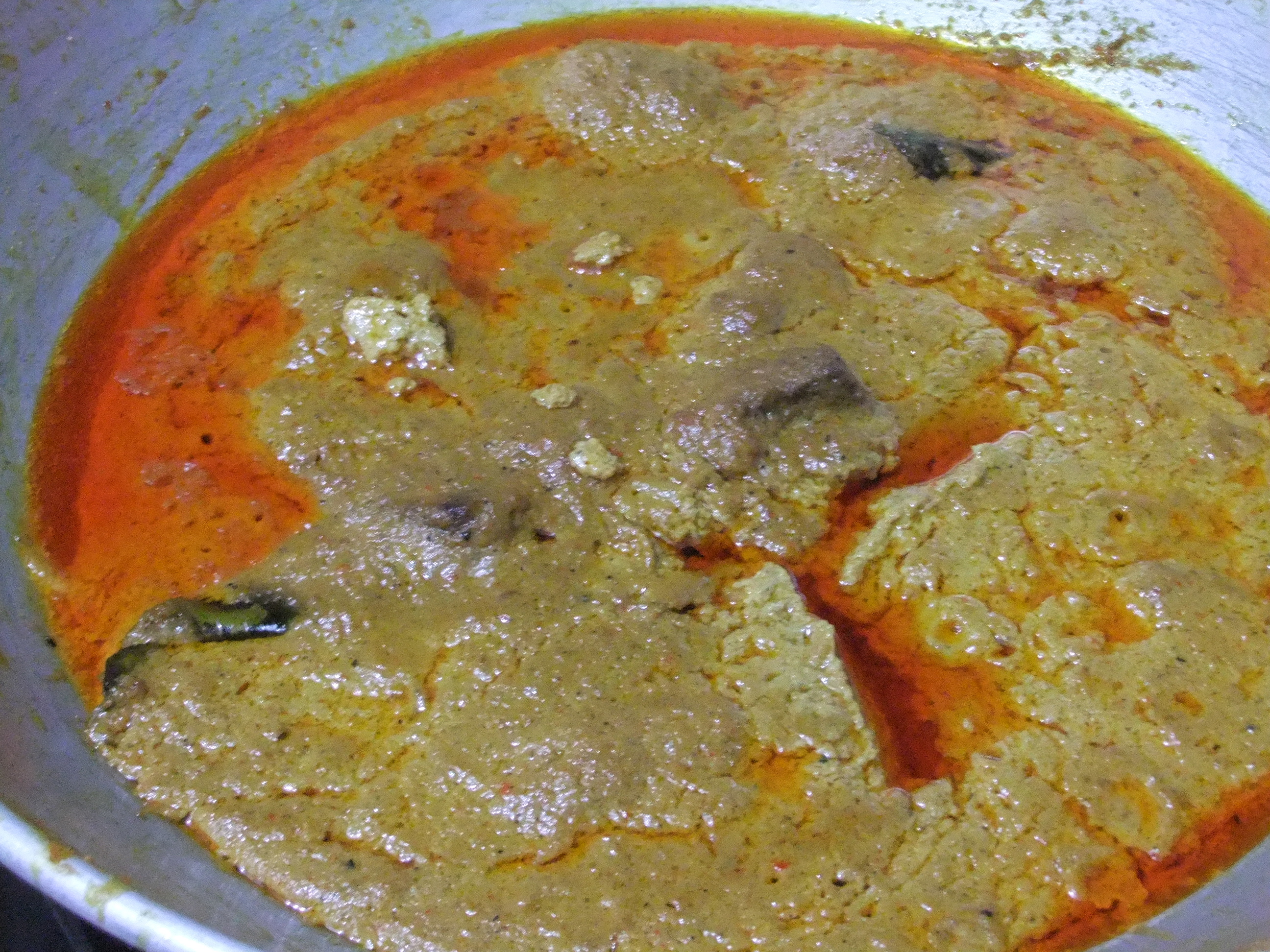
Nước sốt

Món rendang bắt nguồn từ người Minangkabau ở vùng Tây Sumatra ở Indonesia, có thể gọi nó là Rendang Padang hay Rendang Minangkabau. Từ nguồn gốc, món rendang đã được coi là món ăn cao sang với người Minangkabau, và món ăn này cũng thể hiện triết lý của họ: kiên nhẫn, thông tuệ và kiên trì. Họ nấu món ăn này bằng thịt trâu vốn là một loài động vật quan trọng trong văn hóa Minangkabau mà không phải thịt gà hay thịt bò như mọi người thường biết tới món này.
Thịt trâu thì dai, nhiều gân và cực kỳ phù hợp cho kiểu om thật lâu cho mềm của món Rendang. Trong thực tế, từ Rendang bắt nguồn từ merendang, có nghĩa là ninh nhừ. Theo truyền thống, món ăn này được nấu từ ba đến bảy tiếng đồng hồ bằng cách đun củi, lửa nhỏ. Sau này truyền thống của người Minangkabau với tục lệ du canh du cư (merantau) đã dẫn đến kết quả là món rendang lan xa đến các quốc gia láng giềng trong bán đảo Malay. Truyền thống du cư là phiên bản của quá trình di dân độc đáo ở người Minangkabau.
Họ di chuyển đến nhiều nơi như Malaysia và Singapore bằng đường bộ hoặc đường thủy, và việc tìm kiếm thức ăn thường khá là khó khăn, họ sẽ mang theo thức ăn từ nhà và thứ có thể để được lâu vẫn không hỏng mà vẫn ngon là món Rendang. Món ăn được gói trong lá chuối, và họ mang theo để ăn trên suốt hành trình. Ngoài ra, người Ấn Độ có ảnh hưởng mạnh mẽ trong đời sống xã hội, chính trị, kinh tế và văn hóa của người Minangkabau, là lý do vì sao người ta cho rằng món rendang có quan hệ gần gũi với món cà ri Ấn Độ, người Minangkabau gọi giai đoạn kalio là "kari", và từ này gợi nhắc có thể liên quan tới món cà ri.

## Đặc trưng

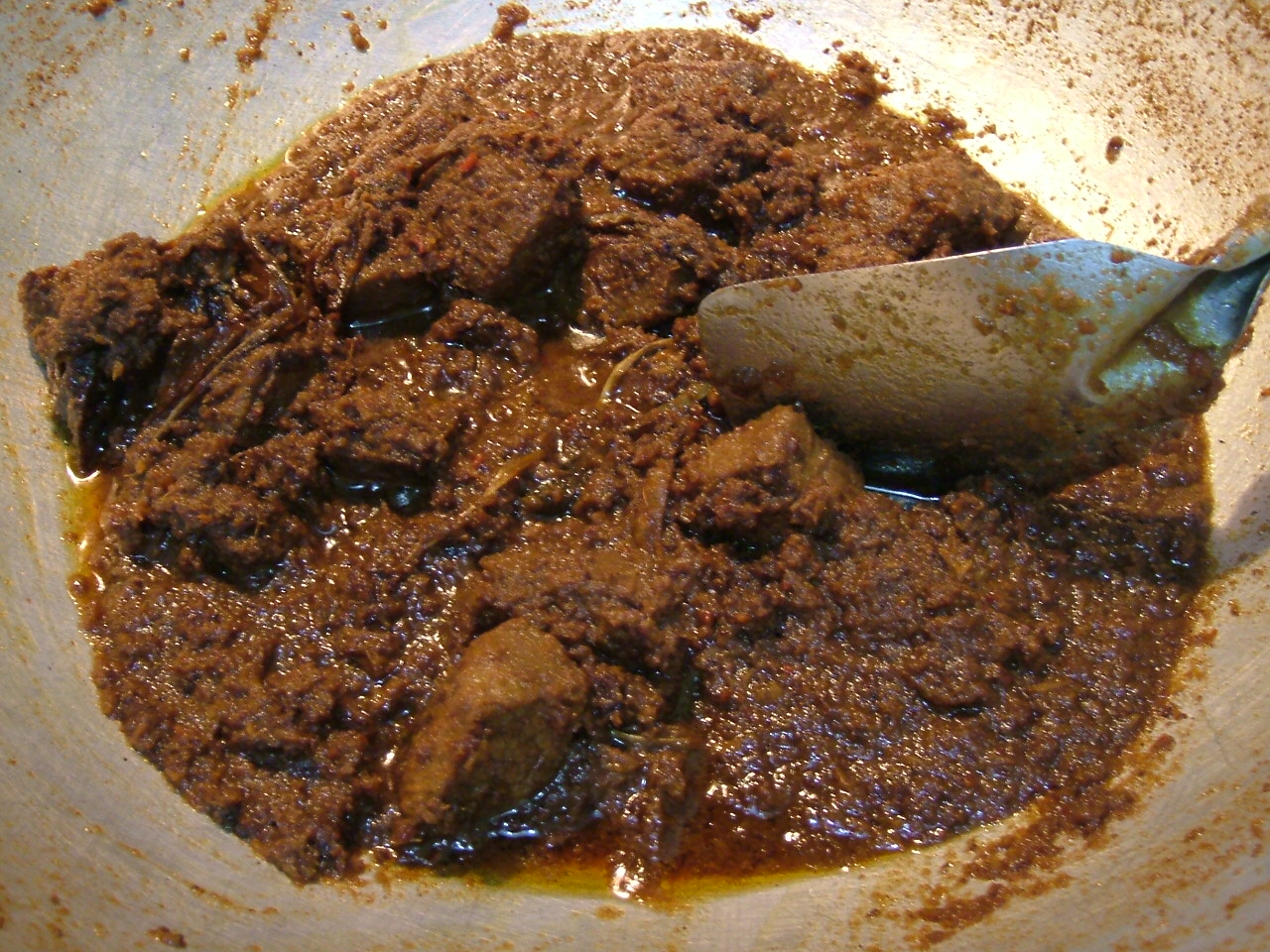
Món Rendang truyền thống

Món thịt nấu bằng cách ninh nhừ, mỡ màng béo ngậy với nước cốt dừa và các loại gia vị có thể được người ta mô tả bằng rất nhiều tính từ như đậm đà, cay, tan chảy trong miệng, món rendang cũng phức tạp như chính hương vị đa tầng và đậm đà của nó. Có một công đoạn trước khi bạn nấu được món rendang, gọi là kali, đó là giai đoạn ninh thịt với các loại gia vị và nước cốt dừa cho đến khi cạn bớt nước và trở thành sột sệt. Thành phần có thể giống nhau trong công thức nấu khác nhau nhưng món cuối cùng nấu ra lại luôn có vị khác biệt.
Người Indonesia thích ăn món này nấu theo kiểu truyền thống hơn, đó là kiểu ninh thịt thật lâu cho nhừ, và thịt gần như như cứng lại sau khi được hâm nóng nhiều lần. Tuy nhiên, kiểu nấu này không được thực khách Singapore ưa chuộng lắm. Mỗi chiếc nồi khác nhau sẽ làm món ăn có vị khác đi, bí quyết nằm ở chỗ cần phải có nguyên liệu tốt, tương ớt bằm sambal ngon, sự cân bằng về gia vị, cùng với lòng kiên trì của đầu bếp.
Món rendang được ăn theo kiểu nấu kalio, hay còn gọi là nấu nửa chừng rendang, và đó là kiểu nấu phổ biến nhất ở Malaysia, nhưng đúng kiểu nguyên gốc là kiểu nấu rendang hitam (món rendang đen) lúc ăn thì có cảm giác hơi sạn sạn trong miệng với nước sốt đặc béo ngậy gọi là dedak rendang. Ở Malaysia, còn có một món tương tự tên là rendang tok, nhưng món này hiếm thấy hơn. Tok là từ viết tắt của datuk, từ này có nghĩa là "hoàng gia" và người ta cho rằng món này bắt nguồn từ những đầu bếp hoàng gia ở bang Perak của Malaysia. Họ đã thêm vào các thành phần như đường thốt nốt và dừa nạo chiên khô, khiến món này trở nên quá đắt tiền với người thường. 

## Biến tấu
Thông thường, Rendang được chế biến từ thị bò, đôi khi cũng có “biến tấu” từ gan, thịt gà, dê hoặc các loại thịt khác… được nấu trong nước cốt dừa và gia vị cho đến khi cạn nước và khô. Redang cũng có hai loại là khô và ướt, Rendang sây khii có thể bảo quản được trong vòng 3 đến 4 tháng, thường được chuẩn bị trước cho các ngày lễ hội. Còn Rendang ướt hay còn có tên gọi khác là Kalio thì có thể dùng trong vòng cả tháng. Các biến tấu của Rendang gồm:

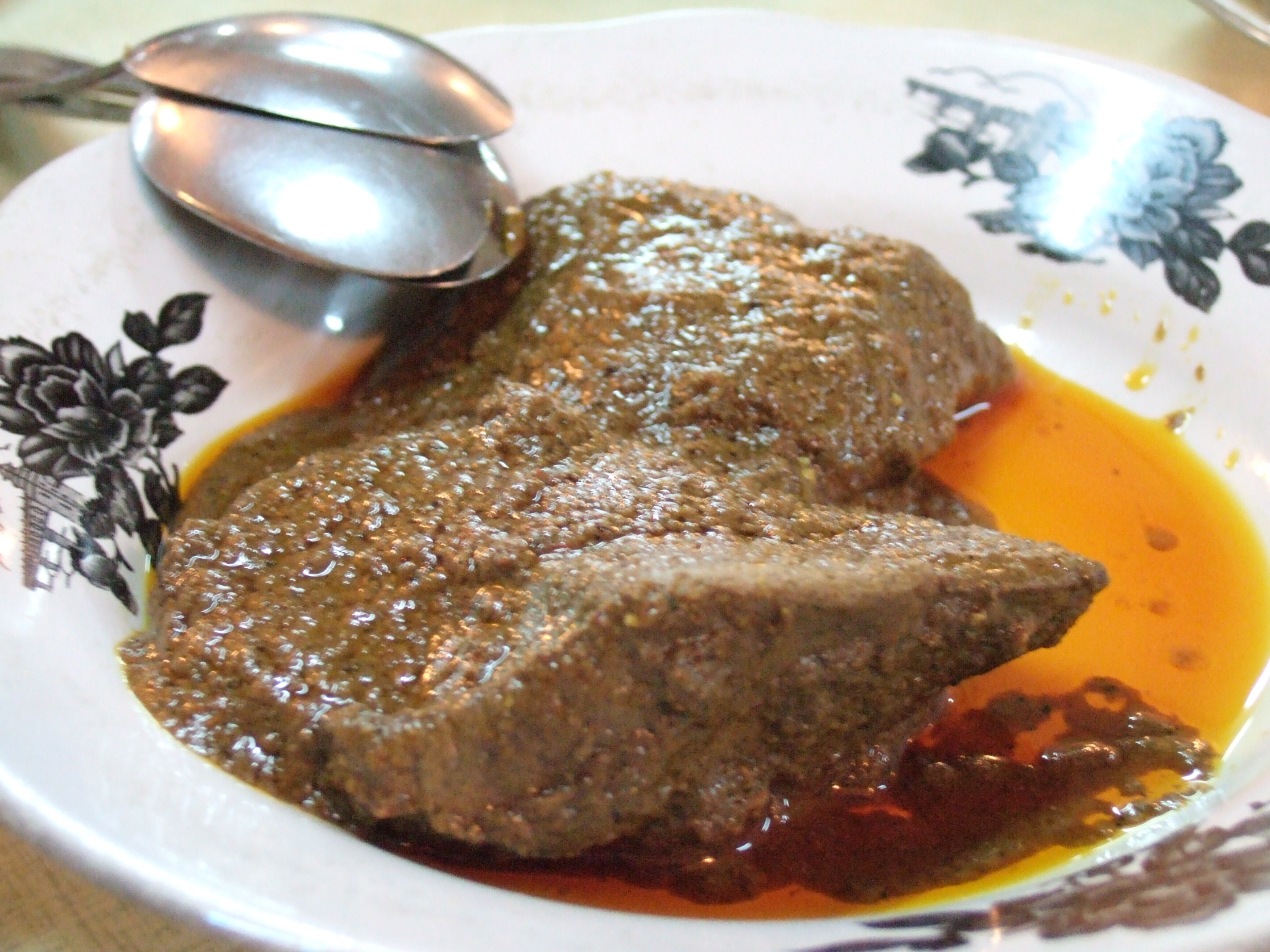
Rendang gan bò

- Rendang dagingRendang thịt, phần lớn là thịt bò nhưng cũng có thể là thịt trâu, thịt dê, thịt cừu.
- Rendang ayam: Rendang gà
- Rendang baluik (rendang belut): Rendang thịt lươn, ở Solok gọi là ‘randang baluk’.
- Rendang cubadak (rendang nangka): Rendang mít
- Rendang hati: Rendang gan bò đặc biệt của người Minangkabau.
- Rendang itiak (rendang bebek): Rendang thịt vịt
- Rendang jamur: Rendang nấm ăn
- Rendang jantung pisang: Rendang chuối của Minangkabau.
- Rendang jariang (rendang jengkol): Rendang jengkol của Bukittinggi.
- Rendang jo kantang: Rendang thịt bò với khoai tây non của Kapau.
- Rendang lokan (rendang tiram): Rendang nghêu sò
- Rendang paru:  Rendang phổi bò của Payakumbuh.
- Rendang pucuak ubi (rendang daun singkong): rendang lá cassava.
- Rendang runtiah (rendang suir)Thịt bò hoặc thịt gia cầm.
- Rendang tahu:  Rendang đậu hũ
- Rendang talua (rendang telur): Rendang trứng của Payakumbuh.
- Rendang tempe: Rendang tempe của Minangkabau.
- Rendang tongkol: Rendang cá ngừ-cá thu

## Bò Renđang

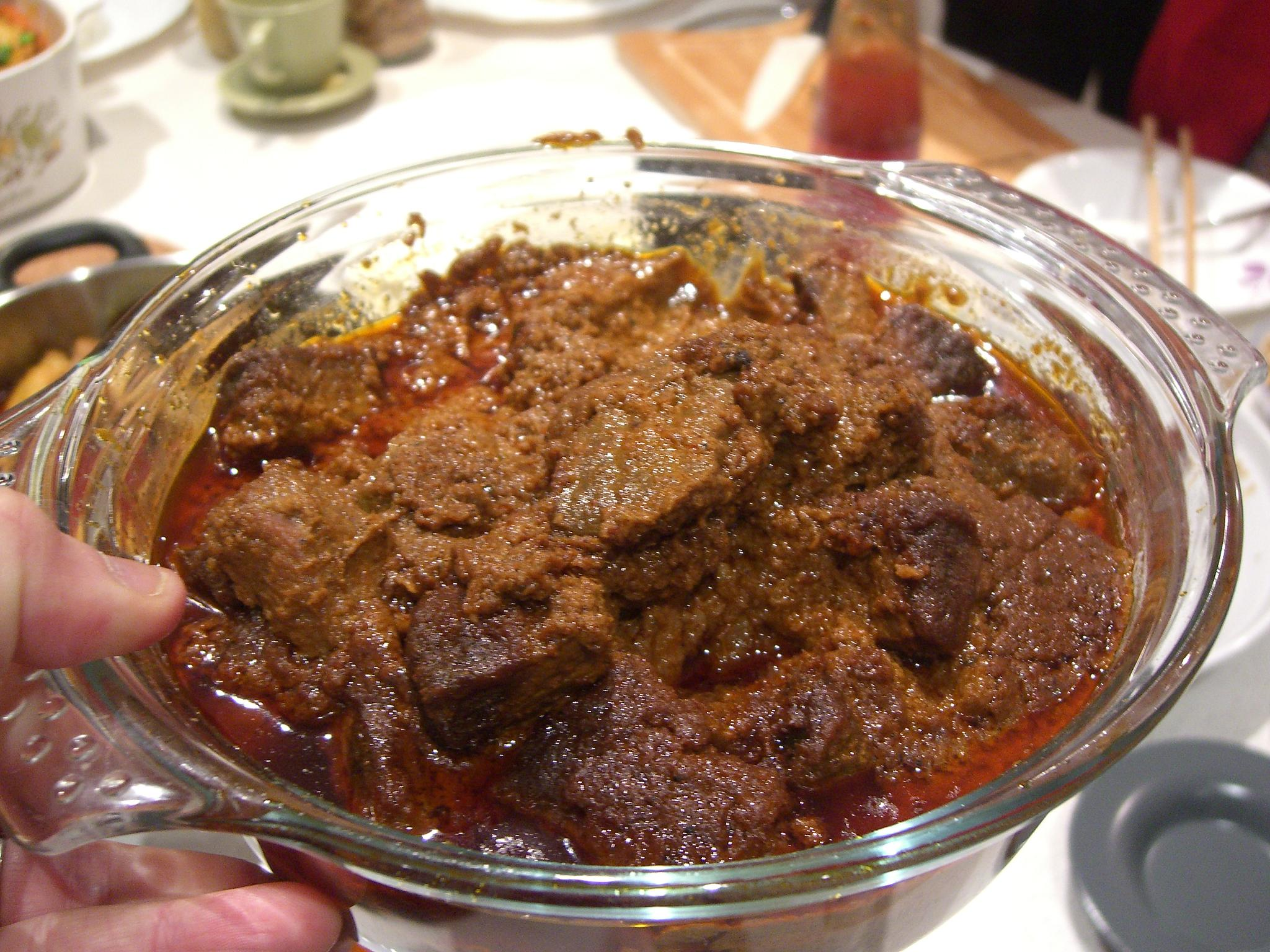
Món bò Rendang

Bò Rendang là món mới cho tiệc cuối năm, là tên gọi của một loại cà-ri nấu khô, thường xuất hiện trong các bữa tiệc sang trọng của người Malaysia. Với vị béo của nước dừa hòa quyện với thịt bò mềm và vị cay nồng đặc trưng của món ăn Malaysia, bò Rendang sẽ là bí quyết giúp bạn "hâm nóng" không khí gia đình ngày cuối năm. Món bò Rendang thường ăn kèm với cơm trắng hay cơm gói trong lá tre và nướng sơ trên bếp than. Riêng tại Malaysia, món ăn này thường xuất hiện trong các dịp lễ hội, các bữa tiệc sang trọng, hoặc bữa ăn họp mặt gia đình.
Món bò Rendang có vị cay nồng đặc trưng của phong cách ẩm thực Malaysia, món ăn này luôn được nếm nếm rất cay và nấu đến khi khô, để phần nước cà ri thật thấm vào phần thịt bò. Phần nước của món bò Rendang đặc biệt đậm đà với vị béo của nước dừa hòa quyện với vị ngọt từ thịt bò; thêm cái vị cay nồng từ ớt, sả, gừng, tiêu cùng vị chua thanh từ lá chanh và me. Món bò Rendang thường ăn kèm với cơm trắng hay cơm gói trong lá tre và nướng sơ trên bếp than, một sự kết hợp hài hoà. 

## Phục vụ

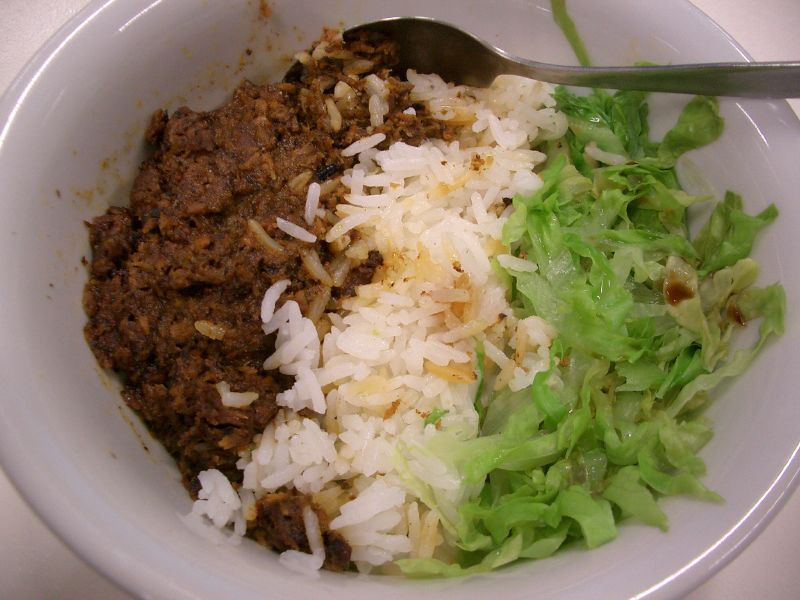
Món Rendang cừu ăn với cơm trắng

Món ăn tốn thời gian chế biến như rendang nói chung thường chỉ được nấu trong những dịp đặc biệt như cưới hỏi hoặc trong lễ nhậm chức của các thủ lĩnh địa phương. Giá trị văn hóa của món rendang không thể bị coi nhẹ. Rendang có nghĩa là sự thịnh vượng, giàu sang và là sự sáng tạo của người dân. Đó là món ăn "adat" thể hiện tục lệ và truyền thống địa phương của người Minangkabau. Món này được bán cùng với nasi padang, là cơm trắng ăn kèm với nhiều món ăn kèm khác nhau như ikan bakar (cá nướng với sốt ngọt) và ayam goreng (gà chiên với tỏi, nghệ và lá chanh).
Món rendang đã thích nghi khi nó đi khắp nơi trong vùng Nusantara, một thuật ngữ trong tiếng Malay-Indonesia chỉ các quần đảo gồm Indonesia, Malaysia, Singapore và Brunei, ở Malaysia, món ăn này đã thay đổi theo thời gian và từ đó họ coi món ăn là của riêng mình, Ở Malaysia, đây là món quốc hồn quốc túy, chỉ ăn trong những dịp trọng đại như đám cưới hay Hari Raya một lễ hội Hồi Giáo diễn ra một tháng sau tháng chay Ramadan. Món gà rendang dần trở thành món ăn hàng ngày, nhưng món bò rendang vẫn được coi là đặc biệt vì nấu tốn thời gian hơn và do đó chỉ dành cho những dịp quan trọng, món ăn đã thay thế nhiều thứ khác, như tôm, mít, cỏ samphire, và sò huyết, để phù hợp với chế độ dinh dưỡng và khẩu vị của mọi người.